# Superman: Brainiac Attacks
Superman: Brainiac Attacks è un film d'animazione direct-to-video del 2006 diretto da Curt Geda. Prodotto dalla Warner Bros. Animation, il film riprende lo stile visivo e alcuni doppiatori della serie animata Superman pur non facendo parte del DC Animated Universe. L'animazione del film fu realizzata dallo studio sudcoreano Lotto Animation. Fu distribuito in DVD-Video negli Stati Uniti il 20 giugno 2006, pochi giorni prima dell'uscita del film Superman Returns.

## Trama
Lex Luthor, deciso a spodestare Superman come uomo più amato di Metropolis, realizza una stazione spaziale, la Lex 9000, atta a prevenire che la Terra venga colpita da attacchi alieni o corpi celesti. Proprio uno di questi riesce ad evitare le contromisure realizzate da parte dell'apparecchio e arriva ai LexLabs: al suo interno si trova Brainiac, l'intelligenza artificiale kryptoniana, che comincia immediatamente ad assorbire i dati contenuti nel computer del laboratorio.
La notizia arriva rapidamente al Daily Planet e Lois Lane, assieme al fotografo Jimmy Olsen, si precipita sul posto, venendo però anticipata da Superman. Questi comincia una furiosa battaglia contro il malvagio Brainiac, che ora controlla la Lex 9000, e riesce infine ad avere la meglio e a salvare i due reporter; Luthor, tuttavia, vista la difficoltà in cui Brainiac ha posto l'uomo d'acciaio, raccoglie la sua scheda madre e, dopo averlo "riportato in vita", gli propone un accordo: dargli i mezzi per eliminare Superman e in cambio lasciargli il dominio della Terra. Brainiac accetta.
Clark fa quindi visita ai suoi genitori, ai quali rivela quanto vorrebbe poter dire la verità a Lois e vivere con lei, mentre Luthor invia Brainiac sulla Lex 9000, alla quale si fonde, dandogli inoltre un frammento di kryptonite e una traccia genetica di Superman così che possa localizzarlo dovunque si trovi. Brainiac ritorna quindi sulla Terra in cerca dell'ultimo figlio di Krypton e lo trova mentre sta cenando per motivi di lavoro con Lois: anche stavolta nasce una furiosa battaglia e i miglioramenti che Brainiac ha sviluppato sembrano in un primo momento prevalere, ma alla fine Superman riesce ad avere ancora la meglio. Lois e lui stesso, tuttavia, vengono contagiati dalle radiazioni della kryptonite e la reporter viene ricoverata con pochissime speranze di farcela.
Superman si reca quindi alla Fortezza della Solitudine e qui la tecnologia kryptoniana gli rivela che la cura alle condizioni sue e di Lois è l'Argonio 44, una sostanza rarissima reperibile solo al centro della Zona fantasma. Brainiac riesce tuttavia a rintracciare la Fortezza e comincia ad assorbirne i dati: Superman non ha altra scelta che attivare l'autodistruzione ed entrare nella Zona fantasma. L'uomo d'acciaio riesce ad attraversarla indenne e a trovare ciò che cercava per poi tornare a Metropolis: curata Lois, le rivela il suo segreto proprio quando Brainiac attacca la città.
Luthor mette quindi in atto il suo piano, tentando di passare per il nuovo paladino della città, ma Jimmy, inviato da Perry White al galà indetto dal magnate, scopre la verità; Clark, intanto, capisce di trovarsi ancora nella Zona fantasma e di vivere un'illusione. Brainiac e Luthor, equipaggiato con un'armatura speciale, si danno quindi battaglia nel centro di Metropolis ma a questo punto l'I.A. rivela il suo piano e tradisce il magnate. Jimmy, intanto, si trova alle prese con Mercy, la sottoposta di Luthor che vuole indietro il rullino con le prove dell'alleanza tra lui e Brainiac.
Il fotografo riesce infine a liberarsi di lei ma il rullino va distrutto mentre Superman, ora immune ai colpi di Braniac, riesce apparentemente a sconfiggerlo per sempre e si reca quindi da Lois per salvarla: Brainiac tuttavia lo segue e distrugge la fiala contenente la cura. Il kryptoniano viene accecato dall'ira e lo riduce in mille pezzi, riuscendo poi a salvare Lois trasmettendole il siero in lui con un bacio e decidendo di non rivelarle la verità.
Superman trova infine un frammento della Fortezza, decidendo di ricostruirla, mentre la stampa pone Luthor davanti alle prove della sua alleanza con Brainiac; Clark decide quindi di licenziarsi ma viene interrotto dalla notizia dell'attacco di Mister Mxyzptlk. Lois si lancia sul posto e altrettanto fa Clark, che decide di rimanere e di proteggerla sia come Clark Kent che come Superman.

## Personaggi e doppiatori
| Personaggio           | Doppiatore      |
| --------------------- | --------------- |
| Superman / Clark Kent | Tim Daly        |
| Lex Luthor            | Powers Boothe   |
| Lois Lane             | Dana Delany     |
| Brainiac              | Lance Henriksen |
| Perry White           | George Dzundza  |
| Jimmy Olsen           | David Kaufman   |
| Jonathan Kent         | Mike Farrell    |
| Martha Kent           | Shelley Fabares |